# Oxyrrhepes cantonensis
Oxyrrhepes cantonensis är en insektsart som beskrevs av Tinkham 1940. Oxyrrhepes cantonensis ingår i släktet Oxyrrhepes och familjen gräshoppor. Inga underarter finns listade i Catalogue of Life.